# Grynvaxskivling
Grynvaxskivling (Hygrophorus pustulatus) är en svampart som först beskrevs av Christiaan Hendrik Persoon, och fick sitt nu gällande namn av Elias Fries 1838. Grynvaxskivling ingår i släktet Hygrophorus och familjen Hygrophoraceae.  Arten är reproducerande i Sverige. Inga underarter finns listade i Catalogue of Life.
I den svenska databasen Dyntaxa används istället namnet Hygrophorus tephroleucus för samma taxon.  Arten är reproducerande i Sverige.

## Källor

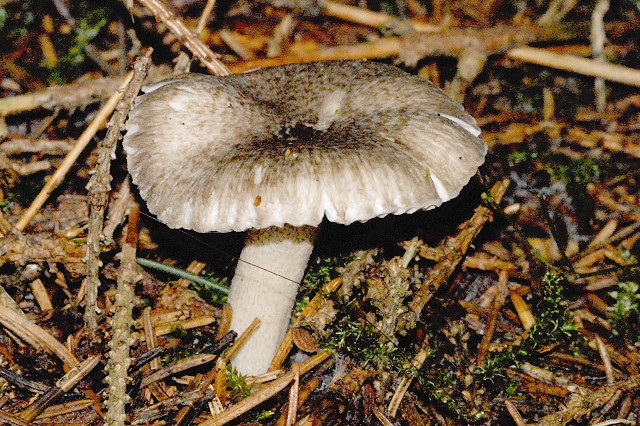
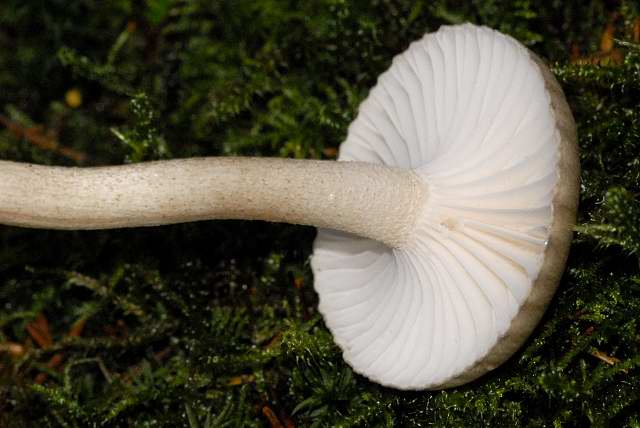
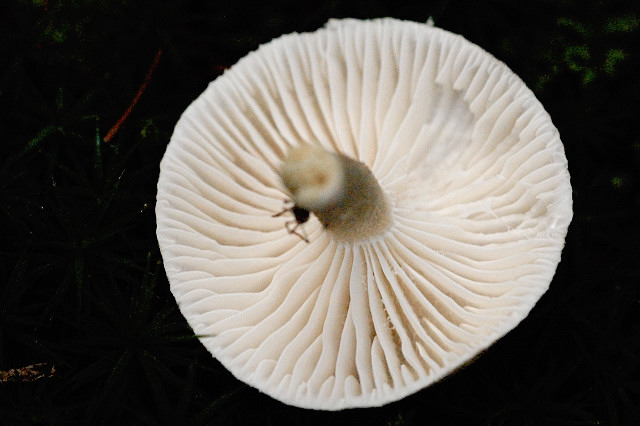